# Зиппи Чиппи
Зи́ппи Чи́ппи (20 апреля 1991 года — 2022 год) — чистокровный скаковой конь, гнедой мерин, прославившийся тем, что никогда не побеждал в своих забегах и проиграл 100 скачек подряд. В первом забеге принял участие в возрасте трёх лет, в последнем — в возрасте тринадцати лет.

## Биография
Зиппи Чиппи имел богатую родословную, его предки были очень породистыми и знаменитыми лошадьми. Первая скачка Зиппи состоялась 13 сентября 1994 года в Лонг-Айленде, где он занял восьмое место. При этом ни один из его противников не имел такой сильной родословной, как у Зиппи. В дальнейшем Зиппи один за другим проигрывал в скачках.
В 1995 году хозяева коня убедились в его бесперспективности и решили его продать. Коня приобрёл тренер Феликс Монсеррат, который выменял его на свой грузовик. Зиппи имел сложный характер — он не всегда был адекватен на скачках, и в конечном итоге ему запретили участвовать в ряде соревнований. Отмечалось, что Зиппи не всегда хотел выбегать из стартовых ворот и порой кусал людей. Монсеррат однажды скажет в одном из интервью: «Это подлый конь… Он был подлым всю свою жизнь».
В 2000 году журнал People включил Зиппи Чиппи в список самых интересных личностей того года. Некоторые СМИ назвали Зиппи «конём-неудачником».
Персональный рекорд Зиппи Чиппи за всю жизнь: 100 стартов, 0 побед и общий заработок за всю карьеру составил 30 834 долларов; он 8 раз занимал второе место и 12 раз занимал третье место. В 2012 году Зиппи «вышел на пенсию» и больше никогда не участвовал в каких-либо спортивных соревнованиях. Его хозяин, Феликс Монсеррат, умер в 2015 году.
При жизни о Зиппи было написано несколько книг. Зиппи Чиппи умер в апреле 2022 года.